# Cérons (Weinbaugebiet)

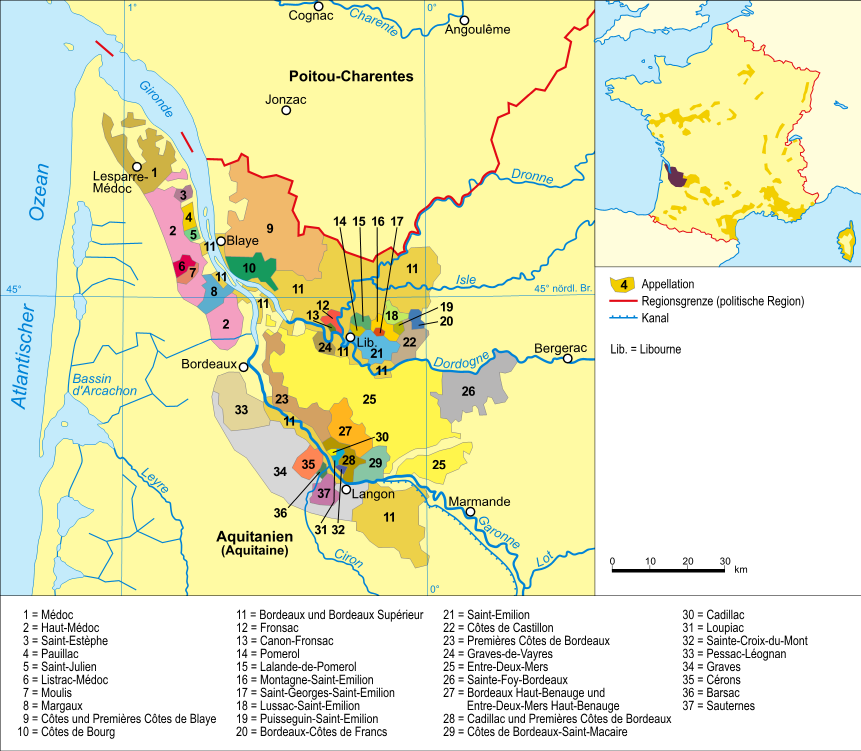
Das Weinbaugebiet Bordeaux. Cérons (Nummer 35 in der Abbildung) befindet sich in der Nähe der Stadt Langon nahe der Garonne.

Zoom auf den Bereich des Médoc

Das Weinbaugebiet Cérons ist nach dem gleichnamigen Ort Cérons benannt. Das rund 120 Hektar große Gebiet liegt am linken Ufer der Garonne innerhalb des großen Weinbaugebiets Graves in der Region Bordeaux. Zugelassen sind Rebflächen innerhalb der Gemeinden Cérons, Illsats und Podensac im Département Gironde. Die Herkunftsbezeichnung verfügt seit dem 11. September 1936 über den Status einer Appellation d’Origine Contrôlée (kurz AOC).
Für den Jahrgang 2005 wurden insgesamt 1.863 Hektoliter Wein unter dem Namen der Appellation deklariert. Die Rebfläche betrug zum gleichen Zeitpunkt 51 Hektar. Damit nimmt die Fläche schon seit einigen Jahren ab, da im Jahr 1996 noch 84 Hektar zur Erzeugung des Weins dienten.
Unter dem Namen Cérons werden ausschließlich edelsüße Weißweine aus den Rebsorten Sauvignon Blanc, Sémillon und Muscadelle produziert. Trockene Weißweine oder Rotweine des Gebiets werden unter dem Namen Graves vermarktet. Die Vorschrift verlangt, dass der Most mindestens 212 g Zucker pro Liter enthält (→ Mostgewicht). Nach der Gärung muss der Mindestalkoholgehalt im Wein 12,5 Vol. Prozent betragen. Der Basisertrag liegt bei maximal 40 hl/ha. Die Pflanzdichte liegt bei 6.500 bis 7.500 Rebstöcken/Hektar. Ausschließlich in Hanglagen mit lehmigem Boden darf die Dichte auf  5.000 Stöcke/Hektar gesenkt werden.
Die Weine fallen etwas schlanker als in den benachbarten Anbaugebieten Sauternes und Barsac aus. Die Weine können jahrgangsabhängig ungefähr 5 – 15 Jahre gelagert werden. Die Trinktemperatur sollte zwischen 6 und 8 °C liegen.